# Massimo Mallegni
Massimo Mallegni (28 de novembro de 1968, em Pietrasanta) é um político italiano. Ele é um senador da República da Itália e membro da XVIII Legislatura da Itália.

## Biografia
Mallegni nasceu em Pietrasanta, na província de Lucca, é um empresário do setor de turismo. Em 1994 ingressou na Forza Italia. Em 1994 tornou-se conselheiro da Província de Lucca, até 1997. Em 1997, tornou-se vereador na sua cidade natal, sendo então eleito prefeito três vezes: em 2000, em 2005 e em 2015.